# Blagajnica hoće ići na more (2000.)
Blagajnica hoće ići na more je hrvatski film iz 2000. godine, prvijenac redatelja Dalibora Matanića.

## Sadržaj
Glavna junakinja filma je Barica, blagajnica u maloj samoposluzi negdje na periferiji Zagreba, koja mašta o odlasku na more sa svojom kćerkom (kako bi ju izliječila od bronhitisa), što joj nije tako jednostavno uz malu plaću i činjenicu da je samohrana majka. Nakon uspješno spriječene krađe, poslovođa joj obeća dopust, te Barica počinje planirati put na Jadran. Međutim, sve se promijeni kad u samoposlugu dođe nova radnica Jadranka s kojom poslovođa započne ljubavnu vezu.

## Uloge
- Dora Polić - Barica
- Ivan Brkić - poslovođa Miljenko
- Milan Štrljić - policijski inspektor
- Nina Violić - Jadranka
- Vera Zima - Štefica
- Hana Hegedušić - Željka
- Anita Diaz - Tonka
- Mirjana Rogina - Đurđa
- Danko Ljuština - Đurđin muž
- Branko Meničanin - Šljaker
- Vlatko Dulić - Profesor
- Marija Kohn - baka
- Vid Balog - poštar
- Vlasta Knezović - Miljenkova žena
- Ana Klabučar - curica koja pljačka
- Rakan Rushaidat - navijač
- Zvonimir Jurić - viši policajac
- Marko Svaguša - niži policajac
- Marija Škaričić - blagajnica na moru
- Drago Diklić - Drago Diklić
- Zoran Tadić - pijanac umjetnik
- Bojan Navojec - bratić

## Nagrade
- Tri Zlatne Arene na 47. festivalu igranog filma u Puli i nagrada "Breza" za najboljeg redatelja debitanta:[2]
  - Dora Polić za glavnu žensku ulogu
  - Nina Violić za sporednu žensku ulogu
  - Tomislav Pavlic za montažu

- Festival novog europskog filma u Cottbusu (Njemačka): nagrada za najboljeg redatelja debitanta[3]
- Festival Soči (Rusija): nagrada za najbolju glumicu

## Kritike
Pojedini kriičari napominju da se film pogrešno oglašava kao komedija iako je u biti društvena drama. Također, redatelju se spočitavalo stereotipno prikazivanje Hrvata iz Hercegovine. Kako je Dalibor Matanić režirao također i spot za HSS pod nazivom »Očistimo Zagreb« (aludirajući na „čišćenje” od Hercegovaca), dugi je niz godina bio optuživan za šovinizam. Pojedini kritičari su prikaz Hercegovaca u filmu uspoređivali s nacističkim propagandnim filmovima protiv Židova.